# 高為邦

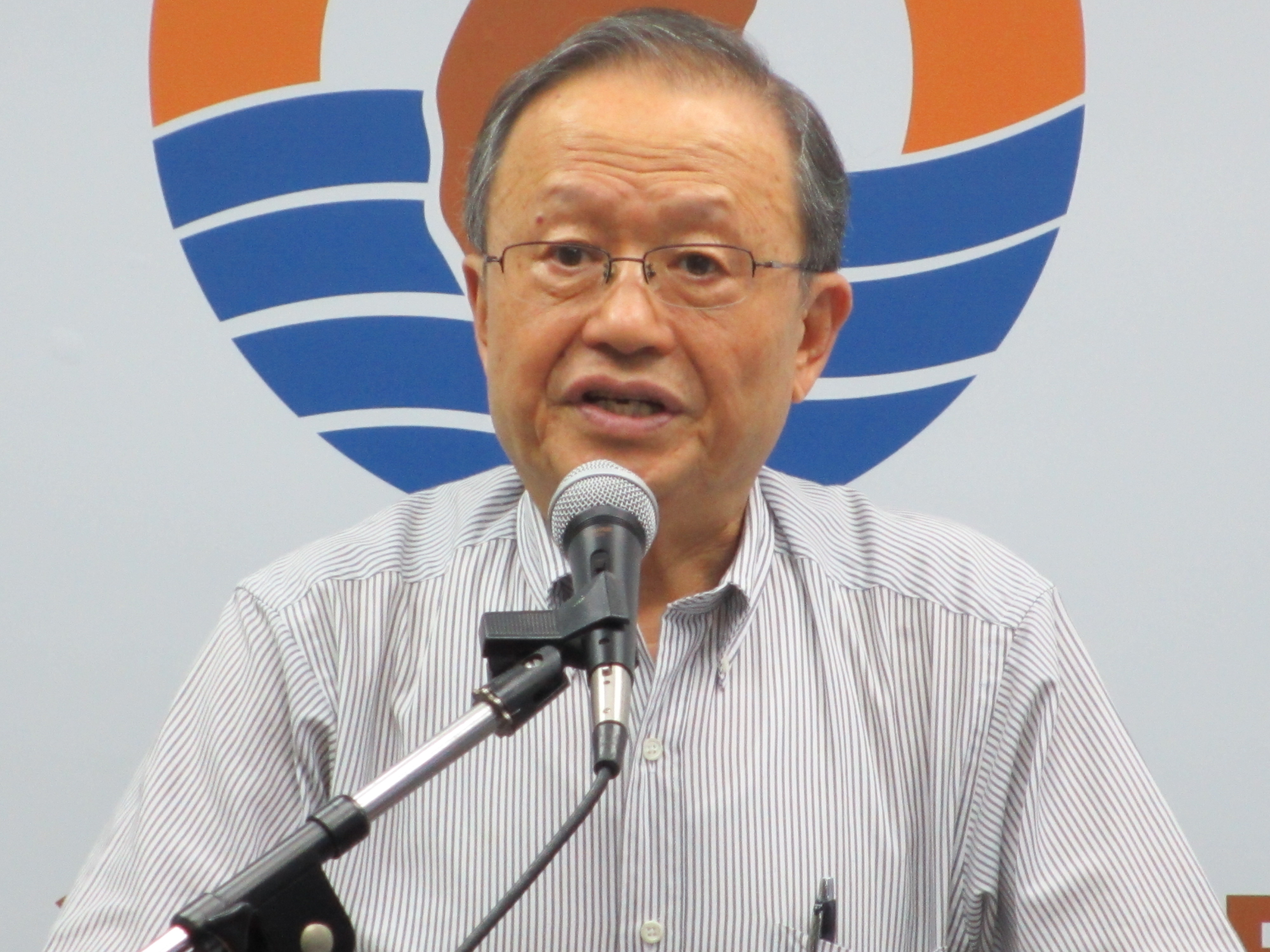
高為邦

高為邦，臺灣企業家與社會運動人士。臺北市立建國高級中學畢，1961年畢業於東海大學化學工程學系，1968年取得美國堪薩斯大學化學博士學位，後至加拿大麥基爾大學高分子研究所及麻州大學高分子研究所任博士後研究員，並曾於加拿大Vanier College任教兩年。1973年任美國太陽化學公司亞洲區經理，1974年代表公司回臺灣，從事纖維強化高分子複合材料（FRP）業二十多年。1976年起投入臺灣中小企業，1977至91年任東興玻璃纖維工業股份有限公司董事長，現為為邦興業股份有限公司董事長。出身臺灣外省人的高為邦也是台灣投資中國受害者協會創會會長（2003－）與「台灣青年反共救國團」的發起人（2009－）之一，常應邀演講或參加座談會。

## 投資中國受害
1997年，高為邦因臺灣缺乏勞動力、公司技術遭出賣至中國而被迫前往中華人民共和國北京近郊投資設立100%的外商獨資企業。1999年2月公司遭該國官商民盜聯手明目張膽的洗劫一空。2000年，公司被迫停工歇業，高為邦在立法院舉行「一個台商的控訴」公聽會。2001年，中共總書記江澤民之師顧毓琇為高為邦寫信請江批示核辦其受害案。但高為邦案仍不了了之。高為邦感嘆他終於體會到「共匪畢竟是共匪」，臺商資產被中國共產黨公然巧取豪奪臺商，臺商卻一點辦法都沒有。
2003年，高為邦及多位曾投資中國大陸而有慘痛經歷的臺商在臺北市發起成立台灣投資中國受害者協會，他表示：根據他和很多人的經驗，由於中共會利用司法威脅、迫害臺商的人身安全，在許多情況下臺商權益受到非法侵占、被坑殺後根本無法討回公道。成立協會是希望匯整臺商的受害經驗，為想前往大陸投資者提供媒體較少報導的訊息、做為前車之鑑，並期能以團體的力量替臺商代言、為臺商討回公道。
高為邦直言併吞台灣是中國的終極目標，「掠奪台商企業是中共的國家政策，中國掠奪台商的模式在過去已經發生了幾百起，合資就是引狼入室，合資就是教會你的合夥者，你的技術管理他控制之後，就會把你趕出去，至於到底是什麼理由，已經不重要，因為只是一個藉口而已。」
高為邦表示根據中國國務院台灣事務辦公室的統計數字，臺商投訴的受害案件平均每年二千五百件，每個案子都是血淚斑斑，大部分臺商都因無法解決而選擇放棄。沈柏勝鍥而不捨採取激烈手段在天安門切腹自殺逼中共高層處理的是少數，卻也只拿回被侵佔財物的十分之一。

## 政策建議
高為邦認為台灣要擺脫中國，經濟才能搞好，現在強烈依賴中國非常危險，臺灣的經濟應獨立於中國之外。他建議台商投資前一定要先瞭解過去台商遭遇過的陷阱，長遠而言政府有關單位也必須真正徹底思考、修正制度，讓一些不必去中國的台商在台灣就能生存，至於非去不可的台商，政府也應集思廣益、提供適度的保障。
高為邦表示「全世界沒有一個國家笨到把自己的製造業逼到國外去，但是我們台灣卻執行了一個錯誤政策長達廿年之久，這就是1992年蕭萬長做經濟部長時訂的外勞政策，扭曲市場機制將外勞工資與本勞工資綁在一起，造成我們今天的製造業沒有競爭力，必須外移到工資低的地方去。製造業走了，失業人多了，薪資起不來，年輕人再努力都無力養小孩，少子化、國庫空虛、民不聊生等問題都出來了。」台灣外銷型的製造業通通被逼出了台灣，主要移往中國或越南，這些製造業的生產總值已經超過台灣的一個GDP，如果能將這些產業吸引回來台，台灣就會增加一個GDP，一塊錢的製造業會帶動一塊四的服務業，又增加一．四個GDP，加總起來是三．四個GDP，如果增加一個GDP，可達到兩萬美元，外銷製造業全部回流，臺灣的國民所得可以達到六萬八千美元的。他期望總統應該排除所有的障礙，每年讓10％台商回來，每年創造28％的經濟成長率。高為邦主張：應讓東南亞等國外勞的工資回歸市場機制（如同競爭力強的新加坡），而非強制東南亞等國外勞可領跟台灣勞工一樣高的工資，讓製造業群聚願意回流，且製造業土地應只租不賣，另廣設「兩頭在外」的保稅區，則「不只鮭魚回鄉，連鯨魚都可以回鄉了。」

## 著作
- 高為邦，《大陸司法迫害台商實錄》，今星，2002年9月
- 高為邦，《投資中國：你必須知道的陷阱》，台灣投資中國受害者協會，2005年9月
- 高為邦，《台灣倒數計時：為台灣政經把脈開藥》，允晨，2009年12月
- 高為邦等，《出逃！出路？離開中國之後》，大纪元时报，2013年7月